# Xã Lake, Quận Lake, Michigan
Xã Lake (tiếng Anh: Lake Township) là một xã thuộc quận Lake, tiểu bang Michigan, Hoa Kỳ. Năm 2010, dân số của xã này là 862 người.